# Stalotypa concinna
Stalotypa concinna är en insektsart som beskrevs av Fowler. Stalotypa concinna ingår i släktet Stalotypa och familjen hornstritar. Inga underarter finns listade i Catalogue of Life.